# نيلسون فارغاس
نيلسون فارغاس (بالإنجليزية: Nelson Vargas)‏ (6 أغسطس 1974 بهوليوك في الولايات المتحدة - ) هو لاعب كرة قدم أمريكي في مركز الهجوم، شارك في الألعاب الأولمبية الصيفية 1996. وشارك مع منتخب الولايات المتحدة تحت 17 سنة لكرة القدم ومنتخب الولايات المتحدة تحت 20 سنة لكرة القدم ومنتخب الولايات المتحدة لكرة القدم. أما مع النوادي، فقد لعب مع تامبا باي موتيني وميامي فيوشن.

## وصلات خارجية
- نيلسون فارغاس على موقع IMDb (الإنجليزية)
- نيلسون فارغاس على موقع قاعدة بيانات الفيلم (الإنجليزية)

- نيلسون فارغاس على موقع الاتحاد الدولي (مؤرشف)  (الإنجليزية)
- نيلسون فارغاس على موقع الدوري الأمريكي (الإنجليزية)
- نيلسون فارغاس على موقع قاعدة بيانات كرة القدم.إي يو (الإنجليزية)
- نيلسون فارغاس على موقع ناشيونال فوتبول تيمز (الإنجليزية)
- نيلسون فارغاس على موقع أوليمبيديا (الإنجليزية)